# Psicroestesia
Psicroestesia (do grego: psykhros = frio + do grego : aisthesis = sensação) falsa sensação de frio em alguma parte do corpo. Uma parte do corpo dá a impressão de frio, embora esteja quente.